# 8102 Yoshikazu
8102 Yoshikazu este un asteroid din centura principală de asteroizi.

## Descriere
8102 Yoshikazu este un asteroid din centura principală de asteroizi. A fost descoperit pe 14 ianuarie 1994 la Ōizumi de Takao Kobayashi. El prezintă o orbită caracterizată de o semiaxă mare de 2,84 ua, o excentricitate de 0,03 și o înclinație de 3,3° în raport cu ecliptica.